# José Rafael Molina Ureña
José Rafael Molina Ureña (* 31. Januar 1921 in San Francisco de Macorís, Dominikanische Republik; † 22. Mai 2000 in Santo Domingo, Dominikanische Republik) war ein dominikanischer Politiker (Partido Revolucionario Dominicano (PRD), ab 1989 Partido Revolucionario Independiente (PRI)) und für zwei Tage Präsident der Dominikanischen Republik.

## Leben
Nach dem Studium der Rechtswissenschaften und der Promotion zum Doktor der Rechtswissenschaften an der Universidad de Santo Domingo (ab 1961 Universidad Autónoma de Santo Domingo) 1948 war er als Rechtsanwalt tätig und absolvierte später Postgraduiertenstudien in Handelsrecht und Sozialwissenschaften in Frankreich und Costa Rica.
Seine politische Laufbahn begann er als Mitglied des Partido Revolucionario Dominicano (PRD), als deren Präsident er auch Präsidentschaftskandidat war. Später war er Generalsekretär und Präsident des von Jacobo Majluta Azar gegründeten Partido Revolucionario Independiente (PRI). Während der Präsidentschaft von Juan Bosch Gaviño war er zwischen Februar und September 1963 nicht nur dessen Vizepräsident, sondern als solcher auch Präsident der Verfassunggebenden Versammlung (Asamblea Constituyente) und der Abgeordnetenkammer (Cámara de Diputados, Unterhaus).
Als es am 24. April 1965 zu einer militärischen Revolte gegen das unter dem Vorsitz von Donald Reid Cabral stehende Triumvirat kam, um den rechtmäßig gewählten Präsidenten Bosch sowie die Verfassung von 1963 wieder einzusetzen, folgte am darauffolgenden Tag nach der wenige Stunden umfassenden Übergangszeit eines Revolutionskomitees seine Vereidigung als provisorischer Präsident der Dominikanischen Republik. Zwei Tage später folgte jedoch der Amtsantritt von Oberst Francisco Alberto Caamaño als neuer Staatspräsident der sogenannten Konstitutionalisten, nachdem Bosch selbst auf eine Rückkehr aus dem puerto-ricanischen Exil und damit an die Macht verzichtet hatte. Die Junta ihrerseits setzte Pedro Bartolomé Benoit als provisorischen und ab 7. Mai 1965 Antonio Imbert Barrera als Staatspräsidenten unter der amerikanischen Besatzung ein.
Während der Präsidentschaft von Joaquín Balaguer war Molina zwischen 1968 und 1971 Botschafter in Paris. Zwischen 1980 und 1981 war er Präsident des Konsultativrates von Seguros (JUCOSE), deren Generaladministrator er vorher war. 1998 wurde ihm durch Beschluss des Nationalkongresses eine staatliche Pension bewilligt.